# Lautaret
Przełęcz Lautaret (fr. Col du Lautaret; 2058 m n.p.m.) – ważna z punktu widzenia geograficznego i komunikacyjnego przełęcz w Alpach Delfinackich we Francji. Oddziela masyw Écrins na południu od masywu Arvan-Villards na północy. Stanowi połączenie pomiędzy doliną rzeki Romanche na zachodzie a doliną rzeki Guisane na południowym wschodzie. Przełęcz leży na terenie departamentu Hautes-Alpes. 
Ze względu na specyficzną budowę geologiczną i wynikające z niej ukształtowanie terenu, przełęcz jest stosunkowo głęboko wcięta między otaczające ją masywy. Stoki przełęczy są  łagodne. Wymodelowane zostały one dodatkowo w epoce lodowcowej przez lodowiec, schodzący na przełęcz i tu rozdzielający się na dwie odnogi, spływające na obie strony. Z tego względu przełęcz używana była już od średniowiecza jako połączenie między Grenoble i Briançon. Wiedzie przez nią ważny szlak komunikacyjny z Grenoble przez Briançon i przełęcz Montgenèvre do Turynu.

## Droga przez przełęcz
Pierwotny szlak przez przełęcz miał postać ścieżki, dostępnej tylko dla pieszych wędrowców i karawan mułów. Przebudowa w drogę jezdną nastąpiła w ciągu XIX w. Prowadząca obecnie przez przełęcz  droga departamentalna nr 1091 (Route départementale 1091) - dawna droga krajowa nr 91 (Route nationale 91; Grenoble – le Bourg-d’Oisans – Briançon) łączy dwa regiony: Oisans na zachodzie (w dolinie Romanche) i Briançonnais na południowym wschodzie. Droga jest utrzymywana i otwarta dla ruchu kołowego przez cały rok. Nawiedzane lawinami odcinki drogi są zabezpieczone odpowiednimi osłonami, a najbardziej zagrożony odcinek po stronie doliny Guisane poprowadzono w tunelu (Tunnel du Rif Blanc). Od wymienionej wyżej drogi na przełęczy odgałęzia się w kierunku północnym droga nr D 902, wiodąca przez przełęcz Galibier do doliny Maurienne. Na rozwidleniu dróg na przełęczy znajduje się hotel i restauracja.

## Stacja Alpejska na przełęczy Lautaret
Tuż ponad siodłem przełęczy mieści się Stacja Alpejska (franc. La Station Alpine du Lautaret) Uniwersytetu im. Józefa Fouriera (franc. Université Joseph Fourier) z Grenoble, w skład której wchodzi obszerne i bogate w gatunki alpinarium (Ogród Roślin Alpejskich, franc. Jardin Botanique Alpin du Lautaret; zwiedzanie od początku czerwca do końca września, w godz. 10.00-18.00).
Alpinarium zostało założone w 1899 r. jako wspólna inicjatywa Touring Club de France i Uniwersytetu w Grenoble. W trudnych okresach przetrwało dzięki opiece sprawowanej przez l'Association des Amis du jardin Alpin (A.J.A.L.). Na obszarze ok. 2 ha zgromadzono ok. 2000 gatunków roślin typowych dla gór na różnych kontynentach. Oprócz roślin alpejskich rosną tu gatunki z Pirenejów, Karpat, gór Półwyspu Bałkańskiego, Kaukazu, Himalajów, gór Japonii oraz amerykańskich Gór Skalistych.
Station Alpine Joseph Fourier (w różnych językach)

## Badacze Antarktydy na przełęczy Lautaret
W 1907 francuski polarnik Jean-Baptiste Charcot podjął przygotowania do swojej drugiej wyprawy antarktycznej. Zafascynowany szybkim rozwojem silników spalinowych i możliwościami stosowania ich do napędu pojazdów postanowił wykorzystać do poruszania się po lodach Antarktydy sanie motorowe. Prototyp sań opracowali i wykonali znani francuscy pionierzy motoryzacji, markiz Jules-Albert de Dion i inżynier Georges Bouton. Napęd stanowić miał napędzany silnikiem, oparty o powierzchnię śniegu bęben z licznymi poprzeczkami i zębami.
W tym samym czasie rozpoczynał przygotowania do wielkiej wyprawy antarktycznej, której celem miało być zdobycie Bieguna Południowego, brytyjczyk Robert Falcon Scott. On również zwrócił się do firmy De Dion-Bouton o opracowanie sań motorowych, opartych na konstrukcji norweskich sań, zwanych „saniami nansenowskimi”, jednak o nieco odmiennym niż u Charcota rozwiązaniu napędu.
W marcu 1908 obie ekipy spotkały się na przełęczy Lautaret, gdzie zdecydowano się przeprowadzić próby prototypów. Scottowi towarzyszyli porucznik Michael Barne i oficer mechanik Reginald Skelton. Sanie Charcota ważyły 200 kg i napędzane były silnikiem o mocy 4 KM. Mogły zabrać 500 kg ładunku. Przy temperaturze –12 °C działały bez zarzutu, pokonując wzniesienia o nachyleniu do 4%. Sanie Scotta ważyły 900 kg i napędzane były silnikiem o mocy 8 KM. Zarówno one, jak trzeci prototyp, obsługiwany przez Barne’a (masa 750 kg, silnik 2-cylindrowy o mocy 10 KM), nie spisały się dobrze, grzęznąc w śniegu.
Charcot wrócił szczęśliwie ze swej drugiej wyprawy do brzegów Antarktydy. Scott zginął w marcu 1912 w drodze powrotnej z Bieguna Południowego. W 1913 w górnej części alpinarium na przełęczy Lautaret wzniesiono obelisk, poświęcony pamięci kapitana Scotta. 5 lutego 1914 J.-B. Charcot odsłonił na obelisku tablicę, upamiętniającą śmierć Scotta i jego towarzyszy „pour sa patrie et pour la science” („dla ojczyzny i dla nauki”).

## Galeria

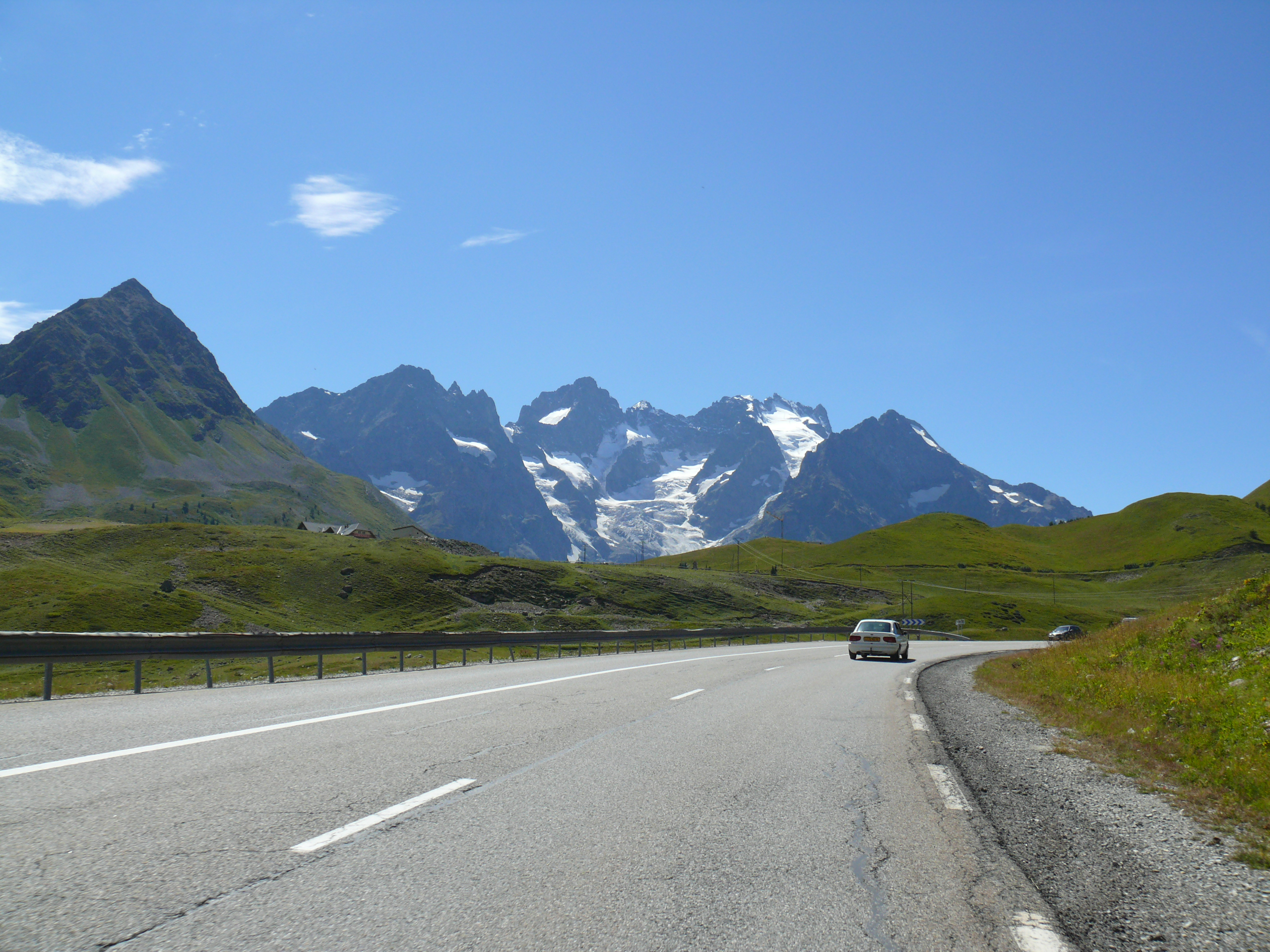
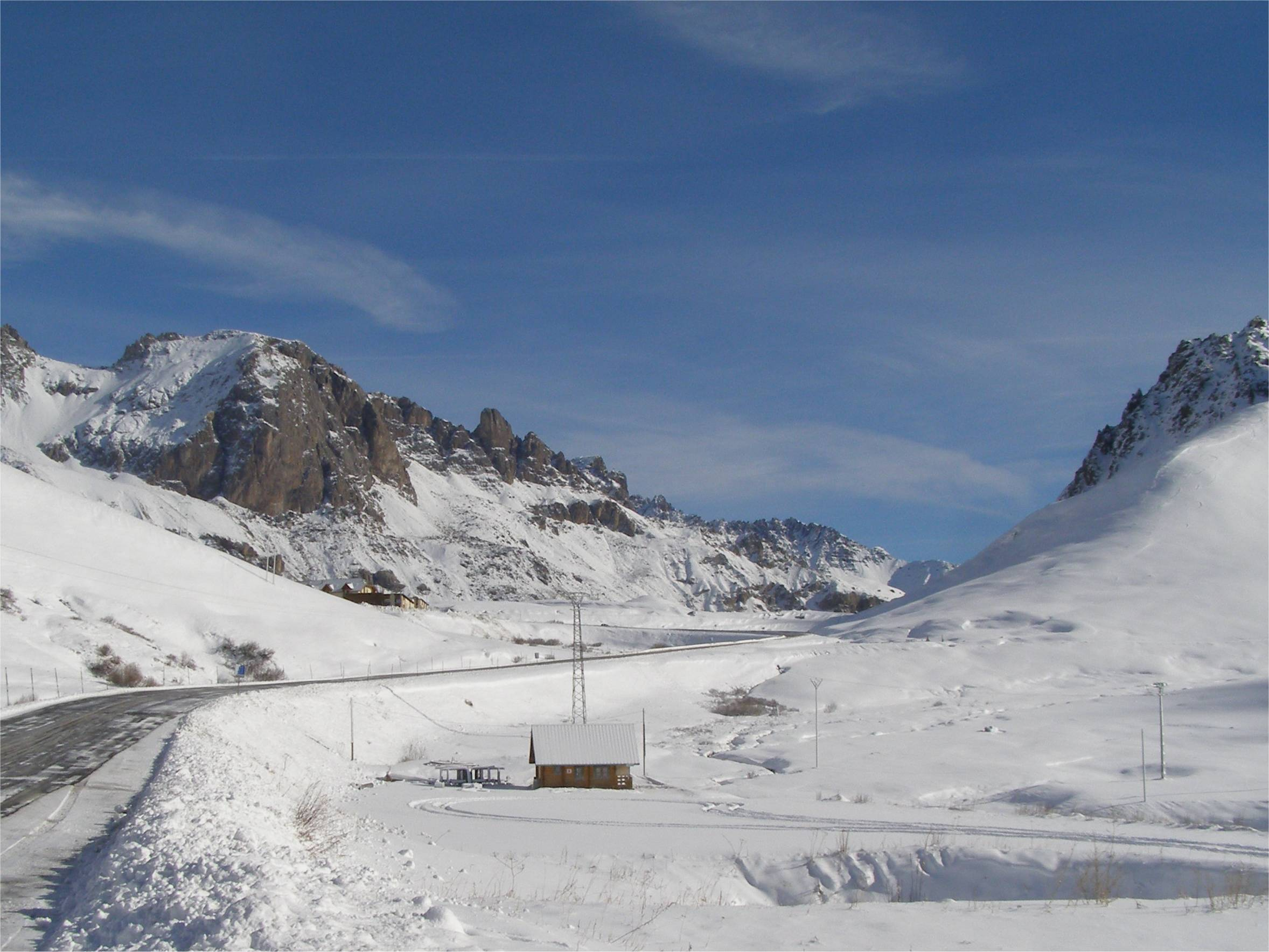
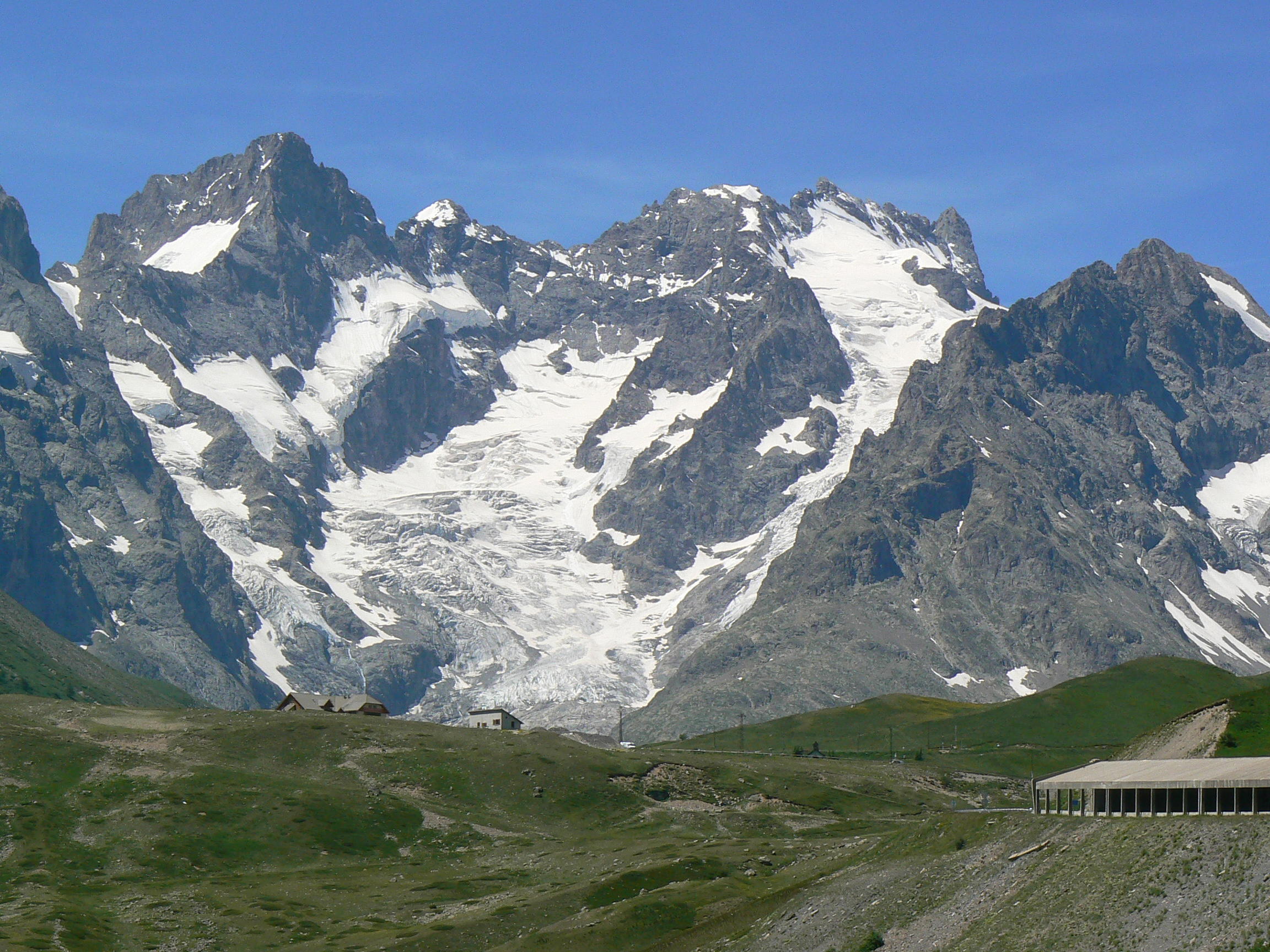